# Pallacanestro Trieste 2004
O Pallacanestro Trieste 2004, também conhecido como Allianz Pallacanestro Trieste  é um clube de basquetebol baseado em Trieste, Itália que atualmente disputa a Série A.  Manda seus jogos no Alma Arena com capacidade para 6.943 espectadores.

## Histórico de Temporadas
| Temporada | Nível | Liga            | Pos.                   | J                      | PL                     | Resultado              | Copa doméstica      | Competição Internacional |
| --------- | ----- | --------------- | ---------------------- | ---------------------- | ---------------------- | ---------------------- | ------------------- | ------------------------ |
| 2008-09   | 4     | Serie B amadora | 3                      |                        |                        | Promovido              |                     |                          |
| 2009-10   | 3     | Serie A amadora | 10                     | 13-15                  |                        |                        |                     |                          |
| 2010-11   | 3     | Serie A amadora | 9                      | 16-14                  |                        |                        |                     |                          |
| 2011-12   | 3     | DNA             | 1                      | 24-10                  | 6-5                    | Promovido              |                     |                          |
| 2012-13   | 2     | Legadue         | 13                     | 11-17                  |                        |                        |                     |                          |
| 2013-14   | 2     | DNA Gold        | 14                     | 11-19                  |                        |                        |                     |                          |
| 2014-15   | 2     | Serie A2        | 7                      | 13-13                  | 4-4                    | Quartas de finais      |                     |                          |
| 2015-16   | 2     | Serie A2        | 6                      | 18-12                  | 2-3                    | Oitavas de finais      |                     |                          |
| 2016-17   | 2     | Serie A2        | 3                      | 21-9                   | 9-8                    | Finalista              |                     |                          |
| 2017-18   | 2     | Serie A2        | 1                      | 22-8                   | 12-1                   | Promovido              |                     |                          |
| 2018-19   | 1     | Serie A         | 7                      | 16-14                  | 1-3                    | Quartas de finais      |                     |                          |
| 2019-20   | 1     | Serie A         | (*)Cancelado por COVID | (*)Cancelado por COVID | (*)Cancelado por COVID | (*)Cancelado por COVID |                     |                          |
| 2020-21   | 1     | Serie A         | 7                      | 14-14                  | 0-3                    | Quartas de finais      | 1 Copa da Itália OF |                          |
| 2021-22   | 1     | Serie A         | 9                      | 14-16                  |                        |                        | 1 Copa da Itália OF |                          |
| 2022-23   | 1     | Serie A         | 15                     | 11-19                  |                        | Rebaixado              | -                   |                          |
| 2023-24   | 2     | Serie A2        | 5º                     | 18-14                  | 9-1                    | Promovido              |                     |                          |
| 2024-25   | 1     | Serie A         | 6º                     | 18-12                  | 1-3                    | Quartas de finais      | Semifinalista       |                          |
| 2025-26   | 1     | Serie A         |                        |                        |                        |                        |                     | 3 Liga dos Campeões      |

fonte:eurobasket.com

## Títulos

### Serie A
- Campeão (5):1930, 1932, 1934, 1939-40, 1940-41

### Serie A2
- Campeão (1):2018

### Copa da Itália
- Finalista (1):1995

### FIBA Copa Korać
- Finalista (1):1993-94